# Coelogyne renae
Coelogyne renae é uma espécie de orquídea epífita, família Orchidaceae, originária de Sarawak, Borneu.